# Croscherichia salavatiani
Croscherichia salavatiani is een keversoort uit de familie van oliekevers (Meloidae). De wetenschappelijke naam van de soort is voor het eerst geldig gepubliceerd in 1968 door Kaszab.